# 小口小金发藓
小口小金发藓（学名：Pogonatum microstomum）为土马鬃科小金发藓属下的一个种。